# 94. zrakoplovna baza Lučko
94. zrakoplovna baza Lučko bila je zrakoplovna postrojba Hrvatskog ratnog zrakoplovstva sa sjedištem u Zračnom pristaništu Lučko kraj Zagreba. Osnovana je početkom 1990-ih godine, a ustrojstveno je prestala postojati 2000. godine. Njezin dugogodišnji zapovjednik bio je Vlado Bagarić (od 1. kolovoza 1992. godine, a formalno je razriješen 1. lipnja 2001.).
U bazi je bila smještena 28. eskadrila transportnih helikoptera (28. eTH), osnovana 24. rujna 1991.,  koja nakon gašenja postrojbe ulazi u sastav 91. zrakoplovne baze Zagreb. Prema Dugoročnom planu razvoja OS RH 2006. – 2015.  predviđeno je da HRZ ima dvije zrakoplovne baze te letjelišta u Puli, Lučkom i Divuljama. U Lučkom je i dalje smještena Eskadrila transportnih helikoptera Mi-171Sh 91. zrakoplovne baze.